# Aire d'attraction de Saint-Claude
L'aire d'attraction de Saint-Claude est un zonage d'étude défini par l'Insee pour caractériser l’influence de la commune de Saint-Claude sur les communes environnantes. Publiée en octobre 2020, elle se substitue à l'aire urbaine de Saint-Claude, qui comportait 7 communes dans le zonage de 2010.

## Définition
L'aire d'attraction d'une ville est composée d’un pôle, défini à partir de critères de population et d’emploi ainsi que d’une couronne constituée des communes dont au moins 15 % des actifs travaillent dans le pôle. Le pôle d’attraction constitue ainsi un point de convergence des déplacements domicile-travail,.

## Géographie
L’aire d'attraction de Saint-Claude est une aire intra-départementale qui comporte 18 communes dans le département du Jura. 

### Carte

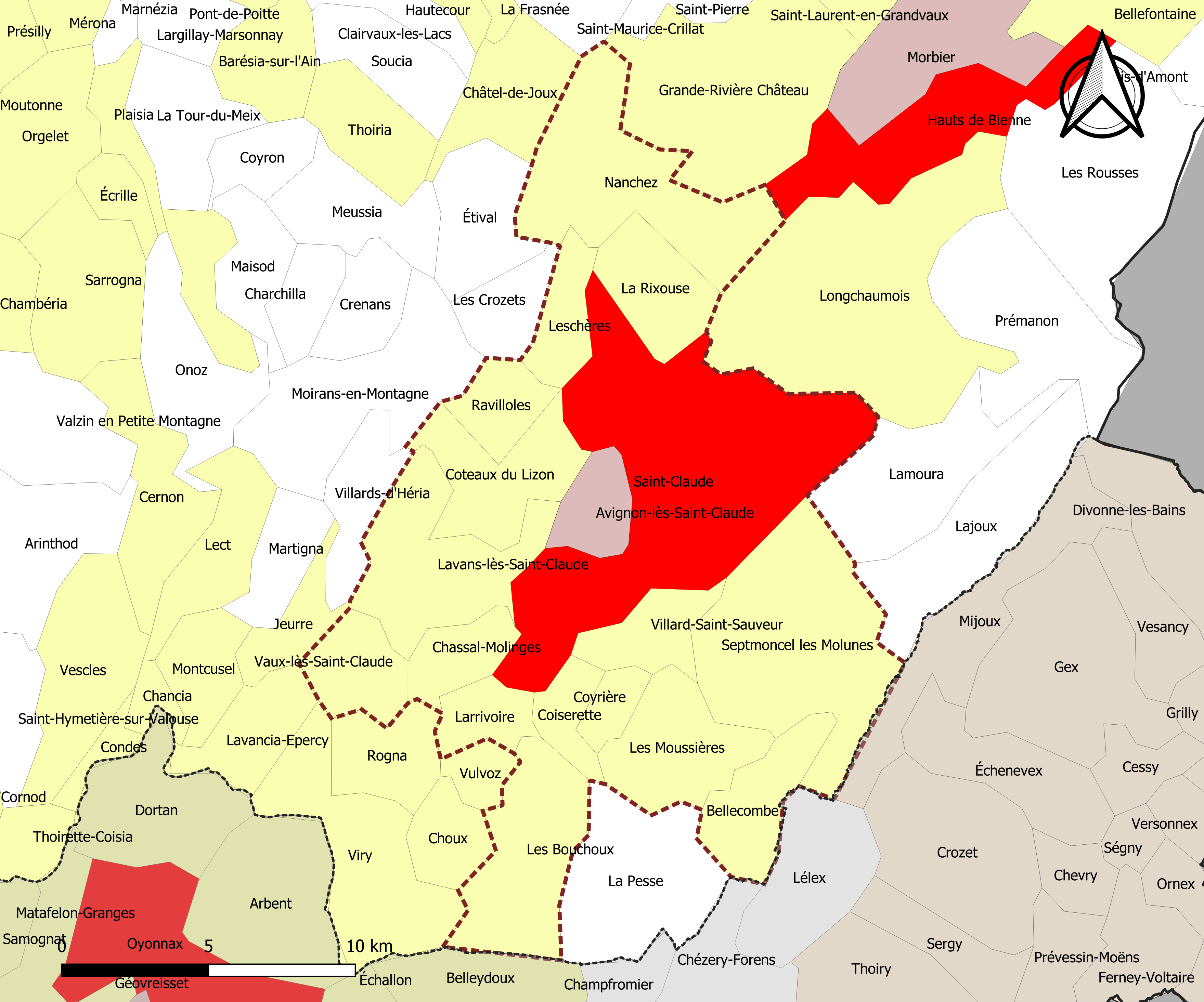
Carte de l'aire d'attraction de Saint-Claude.
Commune-centre
Commune du pôle principal
Commune de la couronne

### Composition communale
| Nom                           | Code Insee | Département | Statut                    | Superficie (km2) | Population (dernière pop. légale) | Densité (hab./km2) | Modifier                                    |
| ----------------------------- | ---------- | ----------- | ------------------------- | ---------------- | --------------------------------- | ------------------ | ------------------------------------------- |
| Saint-Claude (commune-centre) | 39478      | Jura        | commune-centre            | 70,19            | 8 556 (2022)                      | 122                | modifier les données · modifier les données |
| Avignon-lès-Saint-Claude      | 39032      | Jura        | commune du pôle principal | 7,83             | 359 (2022)                        | 46                 | modifier les données · modifier les données |
| Bellecombe                    | 39046      | Jura        | commune de la couronne    | 12,17            | 74 (2022)                         | 6,1                | modifier les données · modifier les données |
| Les Bouchoux                  | 39068      | Jura        | commune de la couronne    | 21,71            | 313 (2022)                        | 14                 | modifier les données · modifier les données |
| Nanchez                       | 39130      | Jura        | commune de la couronne    | 31,65            | 761 (2022)                        | 24                 | modifier les données · modifier les données |
| Coiserette                    | 39157      | Jura        | commune de la couronne    | 5,91             | 46 (2022)                         | 7,8                | modifier les données · modifier les données |
| Coyrière                      | 39174      | Jura        | commune de la couronne    | 4,11             | 66 (2022)                         | 16                 | modifier les données · modifier les données |
| Larrivoire                    | 39280      | Jura        | commune de la couronne    | 6,50             | 108 (2022)                        | 17                 | modifier les données · modifier les données |
| Lavans-lès-Saint-Claude       | 39286      | Jura        | commune de la couronne    | 23,68            | 2 342 (2022)                      | 99                 | modifier les données · modifier les données |
| Leschères                     | 39293      | Jura        | commune de la couronne    | 8,28             | 203 (2022)                        | 25                 | modifier les données · modifier les données |
| Chassal-Molinges              | 39339      | Jura        | commune de la couronne    | 7,76             | 1 120 (2022)                      | 144                | modifier les données · modifier les données |
| Les Moussières                | 39373      | Jura        | commune de la couronne    | 16,95            | 159 (2022)                        | 9,4                | modifier les données · modifier les données |
| Ravilloles                    | 39453      | Jura        | commune de la couronne    | 7,79             | 444 (2022)                        | 57                 | modifier les données · modifier les données |
| La Rixouse                    | 39460      | Jura        | commune de la couronne    | 12,59            | 187 (2022)                        | 15                 | modifier les données · modifier les données |
| Coteaux du Lizon              | 39491      | Jura        | commune de la couronne    | 15,49            | 2 146 (2022)                      | 139                | modifier les données · modifier les données |
| Septmoncel les Molunes        | 39510      | Jura        | commune de la couronne    | 39,91            | 808 (2022)                        | 20                 | modifier les données · modifier les données |
| Vaux-lès-Saint-Claude         | 39547      | Jura        | commune de la couronne    | 9,36             | 675 (2022)                        | 72                 | modifier les données · modifier les données |
| Villard-Saint-Sauveur         | 39560      | Jura        | commune de la couronne    | 9,05             | 582 (2022)                        | 64                 | modifier les données · modifier les données |

## Démographie
Cette aire est catégorisée dans les aires de moins de 50 000 habitants, une catégorie qui regroupe 12,2 % de la population au niveau national.